# Río Salinas, Chiapas
Río Salinas är en ort i Mexiko.   Den ligger i kommunen Marqués de Comillas och delstaten Chiapas, i den sydöstra delen av landet, 1 000 km öster om huvudstaden Mexico City. Río Salinas ligger 208 meter över havet och antalet invånare är 159.
Terrängen runt Río Salinas är platt. Runt Río Salinas är det ganska glesbefolkat, med 25 invånare per kvadratkilometer. Närmaste större samhälle är Barrio San José, 3,1 km väster om Río Salinas. Omgivningarna runt Río Salinas är en mosaik av jordbruksmark och naturlig växtlighet.